# 米歇尔·雷恩
米歇爾·雷恩（Michelle Claire Ryan，1984年4月22日—）是一位女演員出身的英國人。
她在BBC肥皂劇《東區人》中演了佐伊·萊斯特 。2007年，她在短命美國電視劇《無敵女金剛》中擔任主演。她在2008年的BBC電視劇《梅林傳奇》中扮演了邪惡的女巫Nimueh。在2009年《神祕博士》特輯“死亡星球”中扮演了博士的助手。

## 外部鏈接
- Michelle Ryan在互联网电影资料库（IMDb）上的資料（英文）